# Groupe de NGC 2507
Le groupe de NGC 2507 comprend au moins six galaxies situées dans la constellation du Cancer. La distance moyenne entre ce groupe et la Voie lactée est d'environ 72,9 Mpc (∼238 millions d'al). 

## Membres
Le tableau ci-dessous liste les six galaxies du groupe indiquées dans l'article de A.M. Garcia paru en 1993. 
| Nom        | Class.   | Type           | α (J2000.0)   | δ (J2000.0) | Vitesse radiale (km/s) | m              | Distance (Mpc) | Diamètre (kal) |
| ---------- | -------- | -------------- | ------------- | ----------- | ---------------------- | -------------- | -------------- | -------------- |
| NGC 2507   | S0/a pec | Lenticulaire   | 08h 01m 37.2s | 15° 42′ 35″ | 4563 ± 30              | 12,2           | 70,6 ± 5,0     | 167            |
| NGC 2514   | SB(s)bc  | Spirale barrée | 08h 02m 49.6s | 15° 48′ 30″ | 4856 ± 5               | 13,4           | 74,9 ± 5,3     | 68             |
| MGC 3-21-7 | Sc       | Spirale        | 08h 00m 36.7s | 15° 41′ 03″ | 4701 ± 2               | 13,087         | 72,7 ± 5,1     | 67             |
| UGC 4139   | SA(s)c   | Spirale        | 07h 59m 23.6s | 16° 25′ 17″ | 4887 ± 4               | 13,17 ± 0,20   | 75,4 ± 5,3     | 100            |
| UGC 4145   | Sa       | Spirale        | 07h 59m 40.1s | 15° 23′ 13″ | 4651 ± 1               | 12,279 ± 0,002 | 71,9 ± 5,0     | 87             |
| UGC 4170   | E?       | Elliptique     | 08h 01m 23.1s | 15° 22′ 09″ | 4662 ± 2               | 12,091 ± 0,002 | 72,1 ± 5,1     | 100            |

Le site DeepskyLog permet de trouver aisément les constellations des galaxies mentionnées dans ce tableau ou si elles ne s'y trouvent pas, l'outil du site constellation permet de le faire à l'aide des coordonnées de la galaxie. Sauf indication contraire, les données proviennent du site NASA/IPAC.